# Rangeela
Rangeela è un film del 1995 diretto da Ramgopal Varma ed interpretato da Aamir Khan, Jackie Shroff e Urmila Matondkar.
Si tratta del primo film la cui musica è stata scritta da A. R. Rahman ed è il primo film in lingua hindi ad essere stato doppiato anche in tamil, malayalam e telugu.
Il film ha ottenuto recensioni positive ed è stato mostrato all'International Film Festival of India. Il film ha avuto anche un remake statunitense dal titolo Appuntamento da sogno!
Il film ha vinto sette Filmfare Awards: Miglior attore non protagonista - Jackie Shroff, Miglior coreografia - Ahmed Khan, Miglior design dei costumi - Manish Malhotra, Miglior storia - Ram Gopal Varma, Miglior musica - A R Rahman, il RD Burman Award - Mehboob e uno Special Jury Award - Asha Bhosle per "Tanha Tanha".

## Trama
Il sogno di Mili, ragazza indiana di classe media, è quello di diventare un'attrice di successo. Un giorno mentre sta cantando e ballando sulla spiaggia, viene avvicinata da un ricco e famoso attore cinematografico, Raj, che la vuole nel suo prossimo film. Raj si è innamorato di Mili e vuole sposarla. Mili scopre così che tutti i suoi sogni si stanno avverando.

## Colonna sonora
Musiche di A. R. Rahman.
1. Asha Bhosle, Aditya Narayan – Rangeela Re – 5:34
2. Hariharan, Swarnalatha – Hai Rama – 6:46
3. Udit Narayan – Kya Kare Kya Na Kare – 5:42
4. Kavita Krishnamurthy, Suresh Wadkar – Pyar Ye Jaane Kaisa – 4:59
5. Asha Bhosle – Tanha Tanha Yahan Pe Jeena – 5:36
6. Udit Narayan, Chitra – Yaaro Sun Lo Zara – 5:53
7. Shweta Shetty, A. R. Rahman – Mangta Hai Kya – 6:45
8. Anupama – Spirit of Rangeela – 3:02